# 9 avril
Pour les articles homonymes, voir Neuf-Avril.
9 mars 9 mai
Chronologies thématiques
- Croisades
- Ferroviaires
- Sports
- Disney
- Anarchisme
- Catholicisme

Abréviations / Voir aussi
- (° 1852) = né en 1852
- († 1885) = mort en 1885
- a.s. = calendrier julien
- n.s. = calendrier grégorien
- Calendrier
- Calendrier perpétuel
- Liste de calendriers
- Naissances du jour

Le 9 avril est le 99e jour, moins souvent le 100e, de l'année du calendrier grégorien ; il en reste ensuite 266.
Son équivalent était généralement le 20e jour du mois de germinal dans le calendrier républicain / révolutionnaire français, officiellement dénommé jour de la ruche.

## Événements

### Iersiècle
- Vers 30, correspondant au dimanche 17 nissan dans le calendrier hébreu : « troisième » jour de Pessa'h et l'une des dates les plus souvent avancées pour l'événement fondateur de la foi chrétienne qu'est la résurrection de Jésus de Nazareth, d'abord vers Jérusalem (voir aussi -vendredi- 7 avril pour ses arrestation, interrogatoires, tortures, crucifixion et mort terrestre).

### IIesiècle
- 190 : Dong Zhuo met le feu à Luoyang dans le cadre de la campagne menée contre lui.
- 193 : Septime Sévère est proclamé empereur de Rome par son armée.

### VIesiècle
- 537 : durant le siège de Rome, Bélisaire reçoit 1 600 cavaliers hunniques en renfort, lui permettant de lancer des raids sur les Goths qui forcent le roi Vitigès a la défaite.

### XIesiècle
- 1097 : le chef normand Bohémond de Tarente arrive à Constantinople et prête serment d'allégeance à son ancien ennemi, l'empereur byzantin Alexis Ier Comnène.

### XIIIesiècle
- 1241 : bataille de Legnica. Henri II le Pieux, roi de Pologne, est battu par les Mongols.
- 1288 : bataille du Bach Dang. Le Đại Việt arrête les invasions mongoles du Viêt Nam.

### XIVesiècle
- 1364 : prise de Rolleboise par Bertrand du Guesclin.
- 1388 : bataille de Näfels, victoire de la Confédération des VIII cantons à 16 contre 1.

### XVesiècle
- 1413 : Henri V est couronné Roi d'Angleterre.
- 1440 : Christophe de Bavière est proclamé Roi de Danemark par la Diète de Viborg.
- 1454 : signature de la paix de Lodi.

### XVIIesiècle
- 1609 : signature, grâce à une médiation du roi de France Henri IV, de la trêve de Douze Ans entre l'Espagne et les Provinces-Unies (Hollande), qui aboutit à une reconnaissance de fait de l'indépendance de celles-ci.
- 1682 : René-Robert Cavelier de La Salle prend possession du Mississippi au nom de la France.

### XVIIIesiècle
- 1771 : Pierre Étienne Bourgeois de Boynes est nommé secrétaire d'État de la Marine par Louis XV.
- 1782 : début de la bataille des Saintes dans le cadre de la guerre d'indépendance des États-Unis.
- 1795 : arrestation de Jean-Baptiste Massieu, ancien député du clergé du bailliage de Senlis aux États généraux, évêque constitutionnel du département de l'Oise.
- 1796 : combat de La Valette, pendant la Chouannerie.

### XIXesiècle
- 1865 : capitulation de la Confédération à la cour de justice d'Appomattox, Virginie ; fin de la guerre de Sécession.
- 1867 : les États-Unis achètent l'Alaska à la Russie, conformément au traité signé le 30 mars précédent.
- 1898 : loi organisant les chambres de commerce en France.

### XXesiècle
- 1917 : offensive alliée entre Vimy et Bullecourt. Premier jour de la bataille d'Arras.
- 1918 : offensive allemande dans les Flandres, entre Armentières et La Bassée. Premier jour de la bataille de la Lys.
- 1938 : événements en Tunisie, protestations de rue revendiquant des réformes politiques, aboutissant à une sanglante fusillade qui marquera le mouvement national tunisien.
- 1940 : déclenchement de l'Opération Weserübung, ce qui entraîne l'invasion de la Norvège et du Danemark par l'armée allemande[1].
- 1942 : début de la marche de la mort de Bataan.
- 1945 : victoire soviétique à la bataille de Königsberg, pendant la Seconde Guerre mondiale.
- 1947 : résolution no 22 du Conseil de sécurité des Nations unies, relative aux incidents survenus dans le détroit de Corfou.
- 1957 : au Cambodge, Norodom Sihanouk reprend le poste de Premier ministre.
- 1991 : indépendance de la Géorgie vis-à-vis de l'URSS[2].

### XXIesiècle
- 2003 : le régime de Saddam Hussein en Irak tombe après 24 ans de dictature grâce à l'intervention américaine, provoquant la Seconde guerre du Golfe.
- 2005 : Charles, prince de Galles, épouse en secondes noces Camilla Parker Bowles.
- 2008 : l'Autriche ratifie le traité de Lisbonne.
- 2013 : Uhuru Kenyatta devient le quatrième président du Kenya.
- 2017 : attentats du dimanche des Rameaux en Égypte.
- 2019 :
  - le général Abdelkader Bensalah devient chef de l'État par intérim en Algérie à la suite du « Hirak » ayant fait chuter son prédécesseur le président Boutéflika.
  - des élections législatives ont lieu de manière anticipée pour désigner les membres de la 21e Knesset en Israël[3], où le Likoud de Benyamin Netanyahou remporte une majorité relative à égalité avec l'alliance Bleu et blanc de l'ancien chef d'état-major Benny Gantz.
- 2021 : 
  - au Royaume-Uni, décès du prince Phillip, duc d'Édimbourg.
  - à Djibouti, l'élection présidentielle a lieu afin d'élire le chef de l'État. Le président sortant Ismaïl Omar Guelleh, au pouvoir depuis 1999, est largement réélu pour un cinquième mandat[4].
  - aux Samoa, les élections législatives ont lieu afin de renouveler pour cinq ans l'ensemble des sièges du Fono, le parlement monocaméral du pays. Le Parti pour la protection des droits de l'homme, au pouvoir depuis 1982, perd la majorité[5].
- 2024 :
  - en Bulgarie, Dimitar Glavtchev devient Premier ministre[6].
  - en Irlande, Simon Harris est désigné Premier ministre[7].
  - en Islande, Bjarni Benediktsson est nommé Premier ministre[8].

## Arts, culture et religion
- 1256 : le pape Alexandre IV crée l’ordre des Grands Augustins par la bulle pontificale Licet ecclesiae catholicae.
- 1511 : St John's College (Cambridge) reçoit une charte royale.
- 1555 : début du pontificat du pape Marcel II (Marcello Cervini dit), 222e pape de l'Église catholique (mort le 30 avril suivant après seulement 21 jours de pontificat).
- 1968 : funérailles du pasteur et militant américain "nobélisé" Martin Luther King assassiné quelques jours plus tôt[9].
- 1975 : sortie du film Sacré Graal des Monty Python sur les écrans londoniens de cinémas[10].

## Sciences et techniques
- 1937 : le Kamikaze premier avion japonais à voler en Europe arrive à Paris (avant la guerre mondiale opposant entre autres Japon et France).
- 1968 : premier lancement d'une fusée à partir de la base spatiale de Kourou en Guyane française (nord-est de l'Amérique du Sud).

## Économie et société
- 1551 : mariage des aïeuls paternels de Savinien de Cyrano de Bergerac#Ascendants.
- 1579 : « déluge du faubourg Saint-Marcel » notamment chez Nicolas Houël près du Paris d'alors.
- 1978 : début de l'effondrement du pont Wilson de Tours sur la Loire.
- 2003 / 2013 : séisme à Bouchehr en Iran.
- 2017 : des attentats  causent au moins 36 morts et 71 blessés dans des églises de Tanta et d'Alexandrie en Égypte.

- 2021 : à Saint-Vincent-et-les-Grenadines, la Soufrière, volcan de l'île, entre en éruption, ce qui provoque un panache de cendres observable par satellite[11].

## Naissances

### XVesiècle
- 1498 : Jean de Lorraine, archevêque et cardinal français († 18 mai 1550).

### XVIIesiècle
- 1680 : Philippe Néricault Destouches, comédien et auteur dramatique français († 4 juillet 1754).

### XVIIIesiècle
- 1757 : Wojciech Bogusławski, acteur et dramaturge polonais († 23 juillet 1829).
- 1767 : Joseph Fiévée, journaliste, écrivain, haut fonctionnaire et agent secret français († 9 mai 1839).
- 1770 : Thomas Johann Seebeck, physicien allemand, découvreur de la thermoélectricité († 10 décembre 1831).

### XIXesiècle
- 1802 : Elias Lönnrot, médecin et écrivain finlandais († 19 mars 1884).
- 1806 : Isambard Kingdom Brunel, ingénieur anglais concepteur du paquebot Great Eastern († 15 septembre 1859).
- 1816 : Charles-Eugène Delaunay, astronome et mathématicien français († 5 août 1872).
- 1821 : Charles Baudelaire, poète et écrivain français († 31 août 1867).
- 1827 : Maria Susanna Cummins, écrivaine américaine († 1er octobre 1866).
- 1830 : 
  - Eadweard Muybridge, photographe britannique et inventeur de la chronophotographie (†8 mai 1904).
  - Adolphe Bellevoye, graveur, illustrateur et entomologiste français († 29 novembre 1908).
- 1835 : Léopold II de Belgique, roi des Belges de 1865 à 1909 († 17 décembre 1909).
- 1851 : Thor Lange, écrivain danois († 22 février 1915).
- 1865 : Erich Ludendorff, militaire et homme politique allemand († 20 décembre 1937).
- 1872 : Léon Blum, homme politique français († 30 mars 1950).
- 1875 : Jacques Futrelle, écrivain américain († 15 avril 1912).
- 1878 : Marcel Grossmann, mathématicien suisse († 7 septembre 1936).
- 1895 : Michel Simon, acteur français († 30 mai 1975).
- 1898 : Paul Robeson, acteur américain († 23 janvier 1976).

### XXesiècle
- 1901 : Jean Bruchési, historien et diplomate québécois († 2 octobre 1979).
- 1902 : Théodore Monod, naturaliste, explorateur, érudit et humaniste français († 22 novembre 2000).
- 1903 :
  - Ward Bond, acteur américain († 5 novembre 1960).
  - Gregory Pincus, médecin et biologiste américain, co-inventeur de la pilule contraceptive († 22 août 1967).
- 1904 : Sisowath Kossamak, reine consort du Cambodge († 27 avril 1975)
- 1905 : J. William Fulbright, homme politique américain († 9 février 1995).
- 1906
  - Antal Doráti, chef d’orchestre américain d’origine hongroise († 13 novembre 1988)
  - Hugh Gaitskell, homme politique britannique († 18 janvier 1963)
  - Victor Vasarely, plasticien hongrois, père de l'art optique († 15 mars 1997).
- 1907 : Louis Arbessier, acteur français († 23 mars 1998).
- 1911 :
  - Raphaël Arnáiz Barón, frère oblat cistercien-trappiste espagnol († 26 avril 1938).
  - Alfred Coste-Floret, homme politique français († 9 janvier 1990).
  - Paul Coste-Floret, homme politique français, frère jumeau du précédent († 27 août 1979).
- 1913 : Aleksanteri Saarvala, gymnaste finlandais, champion olympique († 7 octobre 1989).
- 1915 : Daniel Johnson, homme politique québécois, Premier ministre du Québec de 1966 à 1968 († 26 septembre 1968).
- 1917 : 
  - Brad Dexter, acteur américain († 12 décembre 2002).
  - Johannes Bobrowski, poète, romancier et essayiste allemand († 2 septembre 1965).
- 1918 : Jørn Utzon, architecte danois († 29 novembre 2008).
- 1921 : Yitzhak Navon, poète et homme politique israélien, 5e président de l'État d'Israël du 19 avril 1978 au 5 mai 1983 († 6 novembre 2015).
- 1922 : Albert Weinberg, dessinateur belge de bandes dessinées († 29 septembre 2011).
- 1923 :
  - Arthur Batanides, acteur américain († 10 janvier 2000).
  - Taïeb Boulahrouf, homme politique algérien († 26 juin 2005).
  - Albert Decourtray, archevêque de Lyon, cardinal et académicien français († 16 septembre 1994).
- 1926 : 
  - Hugh Hefner, fondateur américain du magazine Playboy († 27 septembre 2017).
  - Harris Wofford, homme politique américain († 21 janvier 2019).
- 1930 : Wallace McCain, homme d’affaires et entrepreneur canadien, cofondateur de McCain Foods († 13 mai 2011).
- 1931 : 
  - Richard Hatfield, homme politique canadien († 26 avril 1991).
  - Jon Rollason (en), acteur anglais de télévision († 20 février 2016).
- 1932 :
  - Armin Jordan, chef d’orchestre suisse († 20 septembre 2006).
  - Carl Perkins, chanteur américain († 19 janvier 1998).
- 1933 :
  - Jean-Paul Belmondo, acteur et cascadeur français († 6 septembre 2021).
  - Georges Jeanclos (Georges Lucien Jeankelowitsch dit), sculpteur français († 30 mars 1997).
  - Gian Maria Volonté, acteur italien († 6 décembre 1994).
- 1939 : Michael Learned, actrice américaine.
- 1940 : 
  - Claudie Hunzinger, artiste plasticienne et romancière française lauréate du Prix Femina en 2022.
  - Jim Roberts (en), joueur puis instructeur chef professionnel canadien de hockey sur glace († 23 octobre 2015).
- 1942 :
  - Carlos Corbacho Román, matador espagnol.
  - Brandon deWilde, acteur américain († 6 juillet 1972).
- 1944 : Serge Christiaenssens, acteur québécois († 7 janvier 2011).
- 1945 : Steve Gadd, batteur américain.
- 1946 :
  - Chris Burden, artiste plasticien de performance américain († 10 mai 2015).
- 1948
  - Bernard-Marie Koltès, écrivain français († 15 avril 1989).
  - Michel Parizeau, joueur de hockey sur glace québécois.
- 1949 : Tony Cragg, sculpteur britannique.
- 1950 : Kenneth Cockrell, astronaute américain.
- 1954 : 
  - Dennis Quaid, acteur américain.
  - Keiji Yamada, homme politique japonais.
- 1956 : Andrés Aldama, boxeur cubain, champion olympique.
- 1957 :
  - Severiano Ballesteros, golfeur espagnol († 7 mai 2011).
  - Yamina Benguigui, réalisatrice de cinéma et femme politique française.
  - André Manoukian, auteur-compositeur, arrangeur, musicien et chroniqueur et animateur radiophonique et télévisuel français.
  - Jacques Pellen, guitariste et compositeur breton († 21 avril 2020).
  - Philippe Riboud, escrimeur français double champion olympique.
- 1959 :
  - Jean-Marie Le Vert, évêque catholique français, évêque auxiliaire de Bordeaux et Bazas.
  - Alain Platel, chorégraphe et metteur en scène belge.
  - Steen Secher, skipper danois, champion olympique.
- 1962 :
  - Marie Charlebois, actrice québécoise.
  - Jeff Turner, basketteur américain.
- 1963 : 
  - Timothy Kopra, astronaute américain.
  - Catherine Poirot, nageuse française, médaillée olympique.
- 1964 :
  - Peter Penashue, homme politique canadien.
  - Rick Tocchet, joueur de hockey sur glace canadien.
  - Juliet Cuthbert, athlète jamaïcaine, spécialiste du sprint.
- 1965 :
  - Helen Alfredsson, golfeuse suédoise.
  - Christian Jeanpierre, journaliste sportif animateur de télévision français.
- 1966 : Cynthia Nixon, actrice américaine.
- 1968 : 
  - Jay Chandrasekhar, acteur et réalisateur américain (de Broken Lizard).
  - Marie-Claire Restoux, judoka française, championne olympique.
  - Tom Brands, lutteur américain, champion olympique.
- 1971 :
  - Austin Peck, acteur américain.
  - Jacques Villeneuve, pilote automobile canadien.
  - Kim Young-ho, fleurettiste sud-coréen, champion olympique.
- 1972 : Željko Rebrača, basketteur serbe.
- 1973 :
  - Sergey Konovalov, biathlète russe.
  - Olivier Viviès, basketteur français.
- 1974 : Jenna Jameson, actrice américaine.
- 1975 : David Gordon Green, réalisateur américain.
- 1977 : Gerard Way, chanteur américain du groupe My Chemical Romance.
- 1978 : 
  - Rachel Stevens, chanteuse et actrice britannique du groupe S Club 7.
  - Naman Keïta, athlète franco-malien, médaillé olympique sur 400m haies.
- 1979 :
  - Céline Tran, actrice, scénariste et blogueuse, ancienne actrice porno française connue sous le pseudonyme de Katsuni.
  - Peter Luccin, footballeur français.
- 1980 :
  - Albert Hammond Jr., guitariste américain du groupe The Strokes.
  - Erez Katz, basketteur israélien.
- 1981 :
  - Eric Harris, étudiant américain, auteur de la Fusillade du lycée, à Columbine.
  - Sergi Vidal, basketteur espagnol.
- 1982 :
  - Jay Baruchel, acteur, producteur et scénariste canadien.
  - Carlos Hernández, footballeur costaricien.
  - Mason Ewing, styliste designer et producteur franco-camerounais et américain.
- 1983 : Lukáš Dlouhý, joueur de tennis professionnel tchèque.
- 1985 :
  - Rafael López Gómez, footballeur espagnol.
  - Christian Noboa, footballeur équatorien.
  - Antonio Nocerino, footballeur italien.
  - David Robertson, joueur de baseball américain.
  - Tomohisa Yamashita, acteur et chanteur japonais.
- 1986 : 
  - Leighton Meester, actrice américaine.
  - Jordan Masterson, acteur américain.
- 1987 :
  - Blaise Matuidi, footballeur français.
  - Jesse McCartney, acteur et chanteur américain.
  - Evander Sno, footballeur néerlandais.
  - Jazmine Sullivan, chanteuse américaine.
- 1988 : Uee (Kim Yu-jin dite), chanteuse et actrice sud-coréenne.
- 1990 : 
  - Ram Bahadur Bomjon, moine népalais.
  - David Jones-Roberts, acteur australien.
  - Kristen Stewart, actrice et réalisateur américaine.
- 1991 : 
  - Jasmine Hassell, basketteuse américaine.
  - Marine Vacth, actrice française.
- 1992 :
  - Fernando Aristeguieta, footballeur vénézuélien.
  - Allen Crabbe, basketteur américain.
- 1993 : Rayane Bensetti, acteur et mannequin français.
- 1994 : Bladee (Benjamin Reichwald dit), rappeur suédois.
- 1998 : Elle Fanning, actrice américaine.
- 1999 : 
  - Isaac Hempstead-Wright, acteur britannique.
  - Anamaria Vartolomei, actrice franco-roumaine
- 2000 : 
  - Maria Brunlehner, nageuse kényane.
  - Jackie Evancho, chanteuse américaine.

### XXIesiècle
- 2003 : Awonder Liang, joueur d'échecs américain.

## Décès

### Vesiècle
- 491 : Zénon, empereur byzantin (° vers / c. 425).

### VIIIesiècle
- 715 : Constantin, pape (° 664).

### XIesiècle
- 1024 : Benoît VIII (Theophylactus), pape (° inconnue).

### XIIesiècle
- 1137 : Guillaume X d'Aquitaine, comte de Poitiers et duc d'Aquitaine (° 1099).

### XIIIesiècle
- 1241 : Henri II le Pieux, duc de Cracovie (° 1191).

### XIVesiècle
- 1310 : Peire Authié, notaire français, brûlé vif à Toulouse (° v. 1245).
- 1347 : Guillaume d'Ockham, philosophe et théologien anglais (° v. 1285).

### XVesiècle
- 1483 : Édouard IV, roi d'Angleterre (° 28 avril 1442).
- 1484 : Édouard de Middleham, prince de Galles (° 1473).
- 1492 : Laurent de Médicis, homme d'État italien et dirigeant de facto de la république florentine durant la Renaissance italienne (° 1er janvier 1449).

### XVIesiècle
- 1553 : François Rabelais, médecin et écrivain humaniste français de la Renaissance (° entre 1483 et 1494).
- 1557 : Mikael Agricola, érudit finlandais (° vers 1510).

### XVIIesiècle
- 1626 : Francis Bacon, philosophe anglais (° 22 janvier 1561).
- 1643 : Benedetto Castelli, mathématicien italien, disciple de Galilée (° 1578).
- 1654 : Matthieu Basarab, prince de Valachie (° 1588).
- 1693 : Roger de Bussy-Rabutin, écrivain français (° 13 avril 1618).

### XVIIIesiècle
- 1739 : Nicholas Saunderson, mathématicien britannique (° 19 avril 1682).
- 1754 : Christian Wolff, philosophe allemand (° 24 janvier 1679).

### XIXesiècle
- 1804 : Jacques Necker, homme politique et financier français (° 30 septembre 1732).
- 1822 : Simon Lefebvre, général de brigade français (° 18 novembre 1768).
- 1850 : William Prout, chimiste et physicien britannique (° 15 janvier 1785).
- 1886 : 
  - Gustave d'Eichthal, écrivain et ethnologue français (° 22 mars 1804).
  - Gian Pietro Porro, explorateur italien (° 20 novembre 1844).
- 1889 : Michel-Eugène Chevreul, chimiste français (° 31 août 1786).

### XXesiècle
- 1904 : Isabelle II, ancienne reine d'Espagne déchue (° 10 octobre 1830).
- 1910 : Vittoria Aganoor, poétesse italienne (° 26 mai 1855).
- 1936 : Ferdinand Tönnies, sociologue allemand (° 26 juillet 1855).
- 1940 : Jean Verdier, cardinal français, archevêque de Paris (° 19 février 1864).
- 1943 : Hermine Lanctôt, autrice, journaliste et institutrice québécoise (° 1861).
- 1944 : Henri Cazalet, homme politique français (° 11 janvier 1886).
- 1945 :
  - Dietrich Bonhoeffer, religieux allemand (° 4 février 1906).
  - Wilhelm Canaris, militaire allemand (° 1er janvier 1887).
  - Johann Georg Elser, résistant allemand au nazisme, mort dans le camp de concentration de Dachau (° 4 janvier 1903).
- 1951 : Vilhelm Bjerknes, physicien et météorologue norvégien (° 14 mars 1862).
- 1957 : Arlette Accart, l'une des speakerines pionnières de la télévision française (° 6 décembre 1926).
- 1959 : Frank Lloyd Wright, architecte américain (° 8 juin 1867).
- 1961 : Zog Ier, roi des Albanais de 1928 à 1939 (° 8 octobre 1895).
- 1968 : Zofia Kossak-Szczucka, écrivaine, essayiste et résistante polonaise (° 10 août 1889).
- 1976 : Phil Ochs, chanteur américain (° 19 décembre 1940).
- 1982 : Wilfrid Pelletier, chef d’orchestre québécois (° 20 juin 1896).
- 1983 : Émile Vignes, photographe français () 17 janvier 1896).
- 1984 : Paul-Pierre Philippe, cardinal français de la curie romaine (° 16 avril 1905).
- 1988 : 
  - Brook Benton, chanteur américain (° 19 septembre 1931).
  - David Prater, chanteur américain du groupe Sam & Dave (° 9 mai 1937).
- 1996 : 
  - Sandy Becker, acteur américain (° 19 février 1922).
  - André Bourguignon, psychiatre français (° 8 août 1920).
  - Richard Condon, romancier américain (° 18 mars 1915).
- 1997 : Helene Hanff, écrivaine américaine (° 15 avril 1916).
- 1998 :
  - Tom Cora, violoncelliste et compositeur américain (° 14 septembre 1953).
  - Ronald Vernon Southcott, médecin, naturaliste et zoologiste australien (° 15 mai 1918).
  - John Tate, boxeur américain (° 29 janvier 1955).
- 1999 : Ibrahim Baré Maïnassara, personnalité politique nigérienne, président de la République de 1996 à 1999 (° 9 mai 1949).
- 2000 : Tony Cliff, écrivain, journaliste  et homme politique britannique (° 20 mai 1917).

### XXIesiècle
- 2001 : 
  - Jérôme Lindon, éditeur français (° 9 juin 1925).
  - Graziella Sciutti, cantatrice italienne (° 17 avril 1927).
  - Willie Stargell, joueur de baseball américain (° 6 mars 1940).
- 2002 : 
  - George Francis « Pat » Flaherty Jr., pilote automobile américain (° 6 janvier 1926).
  - Leopold Vietoris, mathématicien autrichien (° 4 juin 1891).
- 2004 : Julius Sang, athlète de sprint kényan (° 19 septembre 1948).
- 2005 : 
  - Andrea Dworkin, écrivaine américaine et théoricienne du féminisme radical (° 26 septembre 1946).
  - Jacques Ferrière, acteur français (° 6 décembre 1932).
- 2006 : 
  - Robin Orr, organiste, pédagogue et compositeur écossais (° 2 juin 1909).
  - Georges Rawiri, homme politique gabonais (° 10 mars 1932).
  - Hermann Schild, cycliste sur route allemand (° 16 février 1913).
  - Vilgot Sjöman, réalisateur, scénariste, acteur, producteur de cinéma, directeur de la photographie et monteur suédois (° 2 décembre 1924).
- 2007 :
  - Egon Bondy, poète, philosophe, dramaturge et romancier tchèque (° 20 janvier 1930).
  - Alain Etchegoyen, philosophe et enseignant français (° 16 novembre 1951).
- 2008 :
  - Daniela Klemenschits, joueuse de tennis autrichienne (° 13 novembre 1982).
  - Jacques Morel (Jacques Houstraete dit), acteur français (° 29 mai 1922).
  - Choubeila Rached, chanteuse tunisienne (° 1933).
- 2011 : Sidney Lumet, réalisateur américain (° 25 juin 1924).
- 2012 : Chanig ar Gall (Jeanne-Marie Guillamet dite), pionnière de la radio-télévision en langue bretonne également femme de lettres, de théâtre et de scène (voire speakerine brittophone et bilingue à ses débuts, ° 5 mai 1922).
- 2013 : Paolo Soleri, architecte, écrivain, sculpteur, urbaniste et artiste italo-américain (° 21 juin 1919).
- 2014 (ou 10 avril) : Claude Carrère (Claude Ayot dit), compositeur, parolier, chanteur et producteur français et auvergnat de musique (° 21 décembre 1930).
- 2015 : Nina Companeez, réalisatrice, scénariste et dramaturge française (° 26 août 1937).
- 2017 : Carme Chacón, femme politique espagnole (° 13 mars 1971).
- 2019: Richard Eugene Cole, pilote américain (° 7 septembre 1915).
- 2020 : Jacques Calvet, homme d'affaires français, P-DG de PSA Peugeot-Citroën de 1983 à 1997 (° 19 septembre 1931).
- 2021 : 
  - DMX (Earl Simmons dit Dark Man X ou DMX en sigle), rappeur et acteur américain (° 18 décembre 1970).
  - Philip Mountbatten, époux de la reine Élisabeth II du Royaume-Uni de Grande-Bretagne (et de quatorze autres États souverains appelés royaumes du Commonwealth, et de leurs territoires et dépendances) et à ce titre prince consort dudit royaume, né prince de Grèce et de Danemark, duc d'Édimbourg par mariage (° 10 juin 1921).
- 2022 : 
  - Michel Delebarre, élu de Dunkerque et sa région, ancien ministre socialiste français (de la Ville).
  - Dwayne Haskins, joueur américain de football américain décédé accidentellement (né vers 1997).
- 2023 : 
  - Dario Acquaroli, coureur cycliste italien (° 10 mars 1975).
  - Karl Berger, vibraphoniste et pianiste de jazz allemand (° 30 mars 1935).
  - Valter Dešpalj, violoncelliste yougoslave puis croate (° 5 novembre 1947).
  - Roberto Frigerio, footballeur international suisse (° 16 mai 1938).
  - Jean Goulemot, professeur et chercheur français (° 20 juillet 1937).
  - Jaap Murre, mathématicien néerlandais (° 18 septembre 1929).
  - Azer Pacha Nematov, réalisateur russe puis azéri (° 13 août 1947).
- 2024 : 
  - Jaime de Armiñán, réalisateur espagnol (° 9 mars 1927).
  - Vladimir Axionov, cosmonaute soviétique puis russe (° 1er février 1935).
  - Moisés Barack, footballeur puis entraîneur péruvien (° 26 décembre 1943).
  - Paolo Pininfarina, designer italien (° 28 août 1958).

## Célébrations

### Internationale
- Journée Internationale de l'Autonomous sensory meridian response (A.S.M.R.).

### Nationales
- Canada, Vimy et Pas-de-Calais en France : Vimy Ridge Day (en) /jour de la crête de Vimy commémorant le début de la bataille de la crête de Vimy en 1917 (Première Guerre mondiale) dans laquelle le corps canadien connut une victoire au prix de plusieurs milliers de victimes.
- États-Unis : Winston Churchill Day, Winston Churchill devenant en 1963 le premier citoyen d'honneur des États-Unis d'Amérique le (sur)lendemain de son anniversaire[12].
- Finlande (Union européenne à zone euro) : journée de la langue finnoise[13] commémorant la mort ci-avant de Mikael Agricola en 1557 et la naissance ci-avant d'Elias Lönnrot en 1802.
- Guatemala et religion maya : Sealing the frost (en) avec des rituels pour protéger les moissons de la gelée.
- Philippines : Araw ng Kagitingan (en) / jour de la valeur commémorant la fin de la bataille de Bataan en 1942 et le début de la marche de la mort de Bataan.
- Tunisie (Union africaine) : fête des martyrs[14].

### Religieuses
- Bahaïsme : premier jour du mois de la gloire, jalál / جلال, dans le calendrier badīʿ.

#### Saints des Églises chrétiennes

##### Saints des Églises catholiques et orthodoxes
Référencés ci-après in fine, :
- Acace d'Amida († 422), évêque d'Amida en Mésopotamie.
- Badème de Perse († 376), moine et martyr à Bethlapeta en Perse sous Chapour II.
- Casilda de Tolède († 1007), vierge, fille du prince maure de Tolède.
- Démétrios de Thessalonique († 306), ermite martyr à Thessalonique.
- Édèse d'Alexandrie (en) († en 306), chrétien martyrisé sous Maximin II Daïa.
- Eupsyque de Césarée († 362), martyr à Césarée de Cappadoce sous Julien[17].
- Hugues de Rouen († 730), évêque de Paris, Rouen et Bayeux.
- Liboire du Mans († 397), 4e évêque du Mans, patron de Paderborn.
- Maxime d'Alexandrie († 282), évêque d'Alexandrie.
- Waudru de Mons († 686), abbesse, patronne de Mons.

##### Saints et bienheureux des Églises catholiques
Référencés ci-après plus bas :
- Antoine Pavoni († 1374), bienheureux religieux dominicain martyr.
- Célestine Faron (pl) / Katarzyna Celestyna Faron († 1944), bienheureuse religieuse polonaise martyre à Auschwitz (voir aussi 6 avril).
- Gaucher († 1140), chanoine régulier du Limousin.
- Marguerite Rutan († 1794), bienheureuse religieuse française fille de la Charité / sœur de Saint Vincent de Paul martyre.
- Thomas de Tolentino († 1321), bienheureux religieux franciscain martyrisé en Inde par des musulmans.
- Ubald Adimari († 1315), bienheureux religieux italien servite de Marie.

##### Saints orthodoxes
(aux dates parfois "juliennes" / orientales) :
- Raphaël, Nicolas et Irène de Mytilène († 1463), néo-martyrs grecs.

### Prénoms du jour
Bonne fête aux Dimitri et à ses variantes : Demetrio, Démétrios, Demetrius, Démétrius, Dimitrios, Dimitris, Dimitry, Dmitri, Dmitryk ; et leurs formes féminines : Demetria, Demi, Dimitr(i)a, etc.
Et aussi aux :
- Gaucher,
- Gauthier et ses variantes : Gautier, Gaultier, Galtier, Galtié (voir(e) la veille 8 avril) ;
- aux Merzherian
- et Vadim.

## Traditions et superstitions

### Dictons
- « À la sainte-Marie, toutes les aubépines sont fleuries. »[18]
- « À sainte-Waudru et saint-Macaire [10 avril], on revoit les giboulées d'hiver. »[19]

### Astrologie
- Signe du zodiaque : 20e jour du signe astrologique du Bélier.

## Toponymie
Les noms de plusieurs voies, places, sites ou édifices de pays ou de régions francophones contiennent cette date sous diverses graphies : voir Neuf-Avril .